# Libeč (Trutnov)
Libeč (německy Gaberdorf) je bývalá vesnice, dnes část okresního města Trutnov. Nachází se asi 4,5 km na sever od centra Trutnova. V roce 2009 zde bylo evidováno 75 adres. V roce 2001 zde trvale žilo 296 obyvatel. Jižní část Libče - zástavba podél ulic Královecká a K Lesu v údolí Ličné - se označuje jako Nové Voletiny a její malá část náleží k Voletinám i katastrálně.
Libeč má dvě hlavní části. Starou Libeč, někdy též zvanou Horní, rozkládající se podél Libečského potoka. Právě tato část je původní středověkou vsí, kde stojí kostel, hřbitov, bývalá škola, bývalý pivovar a statky. Na obou koncích vsi stávaly hrady Rechenburk a Bolkov. Mnohem později, až teprve v průmyslovém věku vznikla Nová Libeč. Díky vodné říčce Ličné bylo v jejím údolí postaveno několik továren a okolo nich dělnické kolonie. Právě touto částí prochází železniční trať se zastávkou a státní silnice první třídy č. 16, vedoucí k hraničnímu přechodu.
Libeč je také název katastrálního území o rozloze 5,31 km2. Libeč leží i v katastrálním území Debrné o rozloze 4,89 km2.

## Pamětihodnosti
- Kostel sv. Jana Nepomuckého – novorománský kostelík ve střední části vsi, postavený roku 1895 na místě starší kaple.Má 17 m vysokou věž. Má zajímavou vnitřní výmalbu a hlavní oltář se sochařskou výzdobou. Od 90. let je kostel postupně rekonstruován městem Trutnov. V roce 2010 byl kostel vybaven novým zvonem, roku 2014 proběhla generální rekonstrukce varhan a v roce 2016 restaurace výmalby.[7]
- hrad Rechenburk – nepatrné terénní zbytky malého strážního hrádku (příkopy, valy a vytesaný průchod ve skále) na ostrohu západně od vsi.
- pomník věnovaný libečským mužům padlým v první světové válce.